# Germà (governador)
Germà (en grec: Γερμανός, en llatí Germanus ¿?-604) va ser un general de l’Imperi Romà d’Orient que va servir als exèrcits de l’Emperador Focas (que va regnar del 602 al 610), durant els primers anys de la guerra romano-sassànida del 602-628.
És probable que sigui el mateix Germà, dux de Fenícia, que va dirigir el motí militar a Monocarton durant la Pasqua del 588; els amotinats el van elegir com a comandant, prenent-li a Prisc. Tot i, retornar les tropes a la disciplina romana i obtenir amb elles la victòria a Martiròpolis sobre els perses, va ser condemnar per la seva insubordinació inicial. Ben aviat li va ser commutada la pena de mort, i va ser el propi Emperador Maurici qui el va recompensar.
L’any 602, poc abans de l’aixecament de Focas contra Maurici, Germà va obtenir el comandament de la ciutat mesopotàmica de Dara, de gran importància estratègica. Aquí, a principis del 603, va rebre a Lilius, emissari de Focas, el qual anava a comunicar-li al rei persa, Còsroes II, la coronació del nou emperador. Es té notícia que en aquells temps fou atacat per un dels seus soldats. Va sobreviure i es va recuperar aviat de les ferides rebudes.
A finals d’aquell any, Narses, magister militum d’Orient, es va revoltar contra Focas. No va aconseguir obtenir el suport del gruix de les tropes i l’Emperador va encomanar a Germà que l’assetges a Edessa, on s’havia refugiat. El rebel, això no obstant, va obtenir el suport de Còsroes II, a qui havia sol·licitat auxili, i que volia recuperar les terres perdudes davant els romans l’any 591 i venjar la mort del seu aliat Maurici. El monarca sassànida va enviar un exèrcit a Mesopotàmia. Germà el va combatre a la batalla de Constantina, on va ser derrotat i greument ferit. Va morir pocs dies després a la mateixa Constantina.